# Sauce américaine

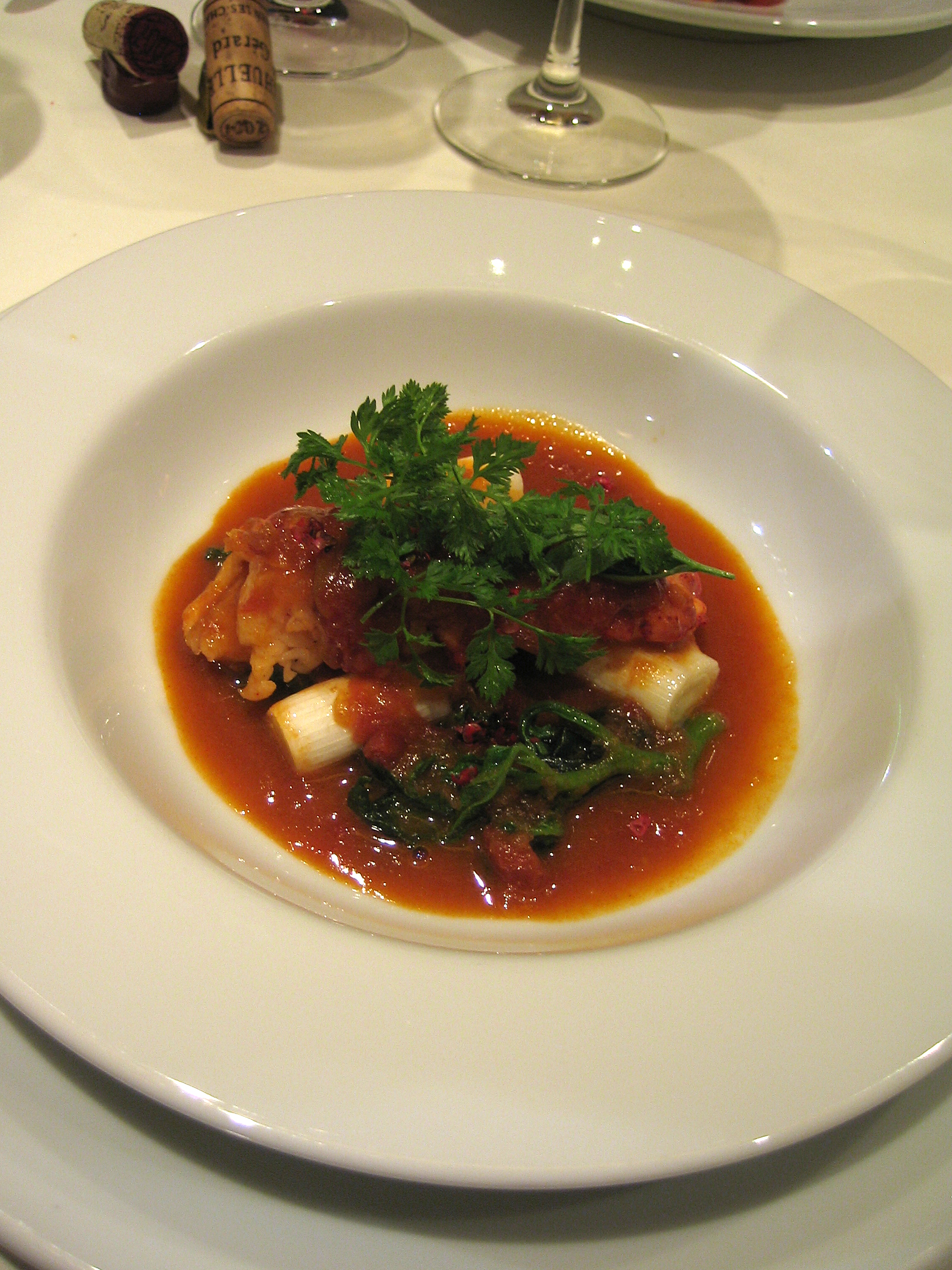
Homard servi avec une sauce américaine.

La sauce américaine est une sauce de la cuisine française. Parfois appelée à tort « armoricaine », son nom vient en fait d'un cuisinier de Sète, auteur de la recette, qui avait travaillé aux États-Unis.
Les ingrédients entrant dans sa composition sont : des étrilles (ou autres crustacés, voire simples carapaces), de l'huile, du beurre, une garniture aromatique (carottes, oignons, échalotes, tomates, ail, bouquet garni, cerfeuil, estragon), du cognac, du vin blanc, du fumet de poisson, de la farine, du sel et du piment de Cayenne.